# Estudios latinoamericanos
Los estudios latinoamericanos conforman un campo académico y de investigación asociado al estudio de América Latina. Es un estudio interdisciplinario y crítico que es un subcampo de estudios de área y puede estar compuesto por numerosas disciplinas como la ciencia política, economía, sociología, historia, relaciones internacionales, política, geografía, cultura, estudios de género y literatura. No obstante, algunos debates en torno a este campo académico-disciplinar ponen en cuestión si los estudios latinoamericanos son meramente estudios de o desde América Latina. De igual forma, hay debates y teorizaciones sobre el pensamiento latinoamericano, su manera de producir conocimiento  y de acercarse teórica y metodológicamente a sus objetos de estudio.
Los Estudios latinoamericanos es el nombre dado a cursos académicos ofrecidos en universidades que se dedican a Latinoamérica en todos sus fenómenos. Lo que en inglés se denomina comúnmente como Latin American Studies lleva el nombre de Latinoamericanística (del alemán Lateinamerikanistik) en países europeos, sobre todo los de cultura germánica.
Estados Unidos creó diversos programas de estudio e inauguró el campo de los estudios latinoamericanos a partir de la década de los 40 ante la necesidad de comprender las circunstancias geopolíticas y económicas de América Latina para el desarrollo del capitalismo y la extensión de EUA a estas regiones. De tal forma, en 1942 ya se tenía registros de expertos dedicados a realizar investigación en diversas latitudes con fines capitalistas. Además de apoyarse de los famosos think tanks, laboratorios usualmente asociados a diversas organizaciones políticas, empresas, entes públicos y/o instituciones académicas orientadas a la investigación de temas estratégicos.  Los estudios latinoamericanos en Estados Unidos se organizan a través de la Latin American Studies Association (que se piensa como institución global).
En 1963 y 1964 Estados Unidos lanzó el Proyecto Camelot, mismo que estaba orientado a generar investigación sobre América Latina en dicha región. Su propósito era identificar las posibles causas de las revueltas sociales y su relación con el contexto político y el derrocaiento del gobierno. Este proyecto se instaló en Chile, pero se tenía previsto extenderlo a diversos países de la región e incluso, algunos afirman la existencia de proyectos similares como el caso de “Operación Simpático” en Colombia. El proyecto Camelot fue cancelado en 1965 debido a diversas denuncias provenientes de periodistas, políticos y académicos.
En Chile, la creación de la Facultad Latinoamericana de Ciencias Sociales, más popularmente conocida como FLACSO, surgió en 1957, bajo el incremento de carreras de ciencias sociales orientadas a estudiar economía y política. A la par, en Brasil se creó el Centro Latinoamericano de Pesquisas em ciencias sociais. El primero estaría dedicado a la enseñanza y el segundo a la investigación, no obstante, ante la crisis económica, la radicalización política y los golpes militares, se crearía el Instituto de Coordinación de Investigaciones Sociales (ICI) y el centro brasileño desaparecería debido a: problemas financieros, a la difícil accesibilidad de investigadores a la sede y a la falta de personal. Mientras tanto, la FLACSO se renovaría y debido al golpe militar, establecería diversas sedes en 15 países de América Latina (Argentina, Brasil, Costa Rica, Ecuador, Guatemala, El Salvador, Honduras, México, Paraguay, Uruguay, entre otros) en distintos años.
De igual forma, la UNESCO apoyó a la FLACSO para la difusión de las Ciencias Sociales modernas en la región. Cabe destacar, que fue posible la consolidación de las diversas instituciones y carreras debido a que las Ciencias Sociales en América Latina contaban con un amplio desarrollo en la región, de tal forma, hay registros de institutos, cátedras y escuelas de ciencias sociales, especialmente de Sociología, en Caracas, Bogotá y Buenos Aires desde 1877. 
En 1957 el economista y sociólogo italiano Gino Germani crearía la primera carrera de Sociología en el país y posteriormente, en 1959 fundaría la Sociedad Argentina de Sociología (ASA), mientras que a la par se desarrollaba una visión desarrollissta de la economía en América Latina.  Esto sería un antecedente para que en 1961 se establecieran diversos diálogos y debates en la “Conferencia Interamericana sobre Investigación y enseñanza de la Sociología”.
Por otro lado, en el contexto de la Segunda Guerra Mundial, la antigua Unión Soviética adquirió un interés particular por América Latina. Anteriormente solo se tenían algunos registros de la región debido a la correspondencia y a los diarios de viaje de algunos exploradores al igual que información de prensa de la época republicana, pero a partir de 1945 la URSS comenzaría a elaborar investigación y teorización sobre la condición política y económica de América Latina. El campo de estudios estaba altamente permeado por una lectura marxista y había diversos debates en torno a cómo comprender la revolución cubana y los procesos independentistas del siglo XIX. Algunos autores que trabajaron esto fueron: I. Yan chuk, N. Kalmikov, A. Schelchkov, V. Zemskov, V. Guirin, S. Semenov, Ya. Shemiakin, V. Kuteischikova y I. Terterian, entre otros. Hoy en día, uno de los campos de investigación ruso con relación a América Latina, son sus relaciones diplomáticas y con la KGB y los estudios culturales.
En México, Leopoldo Zea   fundó  en 1947 el Seminario de Historia de las Ideas en América, este mismo pasó a ser en 1966 un Centro de investigación  denominado Centro de Estudios Latinoamericanos (CELA), impulsado a su vez por Pablo González Casanova. Un año después inspiró la creación de la Licenciatura en Estudios Latinoamericanos, en la Facultad de Filosofía y Letras (FFyL) de la Universidad Nacional Autónoma de México. Cuando la Escuela Nacional de Ciencias Políticas y Sociales se transformó en Facultad, se incorporaron las tareas de investigación y docencia, creándose el Posgrado en Estudios Latinoamericanos en 1972. (referencia del artículo de Victoria Darling, p. 56),  PPELA Posgrado en Estudios Latinoamericanos en 1972, en la misma universidad. Tales estudios de carácter interdisciplinario se enfocan a programas de posgrado orientados a la investigación. Hasta el momento es la única universidad en América Latina y el Caribe que ofrece  esta licenciatura.
En la Ciudad de México la licenciatura de Estudios Latinoamericanos es una de las 133 carreras impartidas en la Universidad Nacional Autónoma de México y pertenece al área del conocimiento de las Humanidades y las Artes. Actualmente solo se brinda dentro de Ciudad Universitaria en la Facultad de Filosofía y Letras a cargo del Colegio de Estudios Latinoamericanos (CELA).
La tradición del pensamiento latinoamericanista fue resultado también de la llegada a México de los intelectuales exiliados del Cono Sur en los años 60 y 70. El CELA de la entonces Escuela Nacional de Ciencias Políticas y Sociales fue aprobado por su Consejo Técnico el 13 de enero de 1960, iniciando sus cursos el 1 de abril del mismo año
La creación del mismo surgió a partir de la necesidad de identificar, analizar e investigar problemáticas y fenómenos sociales contemporáneos en América Latina, por eso el perfil académico requiere tener una formación interdisciplinaria (historia, filosofía, geografía, literatura) en humanidades y ciencias sociales, de manera que las personas egresadas puedan laborar en múltiples campos de docencia, investigación, acompañamiento, divulgación o asesorías, ya sea en sectores públicos o privados a nivel nacional y/o internacional. 
Entre el Centro de Estudios Latinoamericanos (CELA) y el Colegio de Estudios Latinoamericanos existen algunas diferencias, aunque ambos comparten el enfoque en la región. En la Facultad de Ciencias Políticas y Sociales (FCPyS), el CELA se orienta hacia el desarrollo de investigaciones y análisis predominantemente desde las ciencias sociales, como la política, economía y sociología. Por otro lado, la Licenciatura en Estudios Latinoamericanos en la Facultad de Filosofía y Letras (FFyL) tiene sus bases en la filosofía y la historia. En esta última,  el programa de estudios de 2018  abarca cuatro áreas de estudio: filosofía, historia, ciencias sociales (incluyendo economía, política, sociología y estudios culturales), y literatura.
Además en comparación con otras carreras de alta demanda de la UNAM, los Estudios Latinoamericanos cuentan con la ventaja de mayor accesibilidad, ya que las estadísticas del último ciclo escolar reflejan que solo un 60% de los lugares ofertados fueron ocupados. 
La creación de la Licenciatura en Estudios Latinoamericano surgió a partir de la necesidad de identificar, analizar e investigar problemáticas y fenómenos sociales contemporáneos en América Latina, por eso el perfil académico requiere tener una formación interdisciplinaria (historia, filosofía, geografía, literatura) en humanidades y ciencias sociales, de manera que las personas egresadas puedan laborar en múltiples campos de docencia, investigación, acompañamiento, divulgación o asesorías, ya sea en sectores públicos o privados a nivel nacional y/o internacional. 
Cabe mencionar que este programa académico dura ocho semestres y es de modalidad escolarizada, lo que permite un contacto social y académico constante con la plantilla docente así como con estudiantes de diferentes generaciones que en conjunto han creado espacios dotados de significado dentro y fuera de las instalaciones de la facultad. 
Además en comparación con otras carreras de alta demanda de la UNAM, los Estudios Latinoamericanos cuentan con la ventaja de mayor accesibilidad, ya que las estadísticas del último ciclo escolar reflejan que solo un 60% de los lugares ofertados fueron ocupados. [1]
Construcción del espacio
Gracias a la formación académica profesional de quienes integran el CELA, este Colegio se caracteriza por fomentar espacios de escucha activa, con apertura al debate y reflexión así como crítica argumentativa, procurando habitar de formas seguras; a continuación se desarrolla la explicación del uso cotidiano de algunos lugares en este centro educativo. 
En primer lugar hay que resaltar la ubicación geográfica de las instalaciones; la FFyL cuenta con uno de los edificios más emblemáticos y antiguos del campus central, se encuentra a tan solo unos metros de la famosa Biblioteca Central y de las oficinas de Rectoría; es importante mencionar el reconocimiento internacional de este campus al ser clasificado por la UNESCO como Patrimonio Cultural de la Humanidad en 2007. 
En México también existen otras instituciones orientadas al estudio de América Latina entre las cuales destacan FLACSO México, el Consejo Latinoamericano de Ciencias Sociales (CLACSO) y el Centro de Investigación de América Latina y el Caribe (CIALC). Otras universidades que ofrecen la maestría o posgrado en Estudios Latinomaericanos son la Universidad Autónoma del Estado de México (UAEM) y la Universidad Autónoma de San Luis Potosí (UASLP).
Con lo que respecta al resto de América Latina y El Caribe, la mayoría de países cuentan con algún tipo de estudios orientados a los Estudios Latinoamericanos, aunque la región con menor cantidad de estos estudios es Centroamérica, donde únicamente Costa Rica y Panamá poseen programas con esta temática, dejando de lado las sedes de FLACSO. Con lo que respecta al Cono Sur, los pocos países sin registro de estos estudios o con muy pocos de ellos son Guyana, Paraguay, Surinam y Venezuela. Con relación al Caribe, la mayoría de islas poseen algún tipo de estudios latinoamericanos, pero con énfasis en temas económicos y políticos, con excepción de Trinidad y Tobago en donde también realizan investigaciones culturales y lingüísticas.
En distintos países de Europa, incluidos Francia, Alemania, Holanda, Gran Bretaña, España y Portugal también poseen estudios relacionados con América Latina. En Francia, como parte de la Universidad Sorbona Nueva - París 3, se encuentra el Instituto de Altos Estudios sobre América Latina (IHEAL). En dicho país predominan los estudios históricos y de ciencias sociales. En Alemania se fundó en 1970 el Instituto de Estudios Latinoamericanos (LAI) de la Freie Universität Berlin y el cual aspira a generar estudios multidisciplinarios.  
En Holanda, a partir de la década de los 90’ los estudios de América Latina ganaron popularidad y se han realizado investigaciones con relación al caribe francófono, a las Guyanas y a Surinam. La comunidad holandesa posee una activa participación en conferencias y publicaciones internacionales en inglés y español. Los antecedentes de sus estudios se remontan a las cátedras de docentes ingleses en la década de los 70’, es por esta razón que existen membresias ente ambos países a través de la Netherlands Association of Latin American and Caribbean Studies (NALACS) y la Society for Latin American Studies (SLAS).
Por último, aunque España y Portugal poseen acervos y archivos extensos con relación a la época colonial por su antigua condición de metrópolis, es poco su énfasis en los estudios latinoamericanos y particularmente en el caso portugués, las carreras y otros estudios orientados a la región se remontan a la primera década del siglo XXI.
Una de las revistas más conocidas es el Journal of Latin American Studies.

## Fundamento ontológico del ser latinoamericanista
La ontología se define como el análisis de las entidades eternas e inmutables en tanto que representación diferenciada ante los sentidos. Es a través del mundo diferido y sensible que logra deducirse la lógica del mundo inteligible y de la ontología universal, es decir, común a toda la existencia terrena. 
La identificación de la esencias, por ser entidades inteligibles, se alcanza a partir de su representación en personajes animados que maximizan ciertos valores y luchan contra otros. Bajan a la tierra. 
No es que las esencias decidan abarcar solo fragmentos del mundo de lo humano, pero, al ser el mito la realidad que centraliza valores en realidades que se introducen, la ilusión pareciera arrojar que así es. Y no. En la completitud de la existencia humana transcurre todo el panteón: el Dios del Amor, la Diosa de la sabiduría, de la naturaleza, etc. Es solo que aquello que se encuentra bajo el enfoque, es lo que resalta. 
Ahora bien, el mito es la exaltación del Logos en tanto que ley, por ello, narra el desenlace de la persecución de los valores enfocados en el personaje. Las diversas formas dentro del mito son conocidas como arquetipos, imágenes construidas con elementos físicos en los que prevalece con fuerza la huella de las esencias.
El arquetipo es, por consiguiente, una imagen de la idea perfecta que construye la vida imperfecta, la que cambia. Son tanto personajes como momentos dentro de la historia. Los Dioses, por ejemplo, imaginan a las esencias perfectas que construyen este mundo. El Dios Padre, depositador de la semilla que surge en la Madre Tierra. El héroe, por otro lado, hijo despreciado que tendrá que elevarse en algún sentido. 

### El mito en Latinoamérica
Supongamos que la Latinoamérica histórica abarca desde el reconocimiento recíproco que sucedió entre lo que llamamos la América Antigua, dominada por las culturas nahua e inca, y la Europa Antigua, hasta el momento en que esto se escribe.
El significado que recobran los personajes cuando se establece la narrativa en la que la vieja Europea es identificada con el ente que lanzó su ira contra la América Antigua, de igual manera que hoy lo hace el norte global con Latinoamérica, es que está última resulta en la entidad que transita en el seno de la Madre Anáhuac-Tahuantinsuyo violentada por los cambios que ordena el Padre Europa-Mundo occidental-EUA desde la comodidad de las alturas.

#### Latinoamérica Hija de Dios
Esa misma narrativa coloca a Latinoamérica en el papel de Heroína del mito que la funda como ente que transita en la Historia, es decir, protagonista. Tiene que aprender y librar batallas internas hasta que salve la situación que le pertenece y logre obtener el sitio más alto, para que luego trascienda. Ella misma como Padre y Madre en ruinas que sirven de basamento. 
Entre las consecuencias de una Latinoamérica Hija se encuentra la de que con su constitución surge un nuevo movimiento en todas las artes y expresiones, revolución que conduce esta unidad social y cultural.

### Esencias inmutables y Latinoamérica
Todo se repitió, es cierto que con diferente color y que la percepción no fue igual, pero sí lo fue la forma, en esencias y, en últimos términos, en esencia.
El latinoamericanista como alma de una Latinoamérica que se reconoce a sí misma, tiene el deber de repetir el mito hasta comprenderlo. ¿Cuáles son las enseñanzas que esconde cada experiencia que sirve de investigación para conocer Latinoamérica y, de manera íntima, mi posición en el mundo? Es lo que cuestiona y reflexiona el latinoamericanista.
Al tiempo que avanza en el mito que narra el día a día, el Sol y las estrellas, Latinoamérica avanza en su transitar de Hija de la Humanidad: Se acerca a la Luz. Amanecerá en Venus como Quetzalcóatl y la Tierra entera iluminará.
Es lo que sucede en la dimensión del ser humano por mandato Divino.